# Means TV
Means TV é um serviço “streaming” anticapitalista de subscrição de vídeo a pedido, baseado em Detroit, Michigan. Means foi fundada em 2019 pelos cineastas Naomi Burton e Nick Hayes como sucessores da empresa de produção de vídeo, Means of Production. O serviço contém filmes, séries de televisão, “podcasts”, e reportagens noticiosas. A Means TV está organizada como uma cooperativa de trabalhadores.
Means foi lançado em 26 de fevereiro de 2020.

## História
Antes de fundarem a Means TV, Naomi Burton e Nick Hayes trabalharam ambos na produção de meios de comunicação para fabricantes de automóveis em Detroit e participaram em reuniões dos Socialistas Democráticos da América. Após acharem o seu trabalho moralmente censurável, deixaram os seus empregos e fundaram a empresa de produção de vídeo Means of Production. A Means of Production começou a ganhar destaque após terem produzido um anúncio de campanha viral para a campanha eleitoral de Alexandria Ocasio-Cortez de 2018.
Embora o serviço de “streaming” na sua totalidade só fosse lançado em fevereiro de 2020, a Means produziu conteúdo para o seu canal YouTube ao longo de 2019 e início de 2020. Adquiriram o canal à comediante Sara June, a publicadora original de Nyan Cat, e tinham assim mais de 125,000 assinantes quando começaram a publicar os seus próprios conteúdos em 21 de março de 2019.
Hayes citou o “podcast” anarquista Street Fight como inspiração para a sua decisão de criar a Means TV. Ele trabalhou com o Street Fight para gravar atuações ao vivo em 2017 e 2019.

A 8 de agosto de 2020, a casa e o escritório da Means TV em Detroit foram atacados num tiroteio. Ninguém ficou ferido. De acordo com Hayes, "não estão 100% seguros de que não houve motivação política".